# The Peggies
The Peggies  (ザ・ペギーズ Za pegīzu?) fue una banda japonesa de rock compuesta exclusivamente por mujeres de Kawasaki, formada en 2011. La banda está firmada con Poppo Express y actualmente está afiliada a Epic Records Japan. Su oficina de afiliación se llama MOVING ON.
La banda anunció en julio de 2022 que se irían a un hiato indefinido, siendo efectiva luego de su última presentación en vivo en septiembre en Tokio.

## Miembros
- Yuuho Kitazawa
Fecha y sitio de nacimiento: 2 de diciembre de 1995.
Ella es la vocalista y la guitarrista de la banda. Además, ella está a cargo de la composición y arreglo de las canciones.
- Makiko Ishiwata
Fecha y sitio de nacimiento: 27 de agosto de 1995, Tokio, Japón.
Ella es la bajista. También es más conocida como "Megamakiko".
- Miku Onuki
Fecha y sitio de nacimiento: 23 de abril de 1995, Kanagawa Prefectura, Japón.
Ella es la baterista. Ella también es más conocida como "Minimiku".